# Disputa sobre el nombre de Macedonia

La República de Macedonia del Norte (en rojo) y la Macedonia griega (en verde).

La disputa sobre el nombre de Macedonia fue un conflicto entre Grecia y Macedonia del Norte causado por el desacuerdo entre los dos países por el uso del término Macedonia. El Gobierno griego se oponía al uso de dicha denominación por parte del Estado exyugoslavo debido a la ambigüedad que este término crea entre la República de Macedonia y la región griega de Macedonia. El Gobierno heleno también objetaba el uso del término «macedonio» para la lengua eslava hablada en la antigua república yugoslava sin la especificidad entre el pueblo macedonio y el idioma. Esta disputa se intensificó al punto de requerir mediación internacional por parte de la Organización de las Naciones Unidas.
Frecuentemente se empleó la referencia provisional «Antigua República Yugoslava de Macedonia» (ARYM por sus siglas en español, FYROM por las siglas en inglés de Former Yugoslav Republic of Macedonia) por parte de aquellos países que no reconocían el nombre constitucional República de Macedonia. Pese a ello, la Asamblea General de las Naciones Unidas aceptará cualquier conclusión que acabe con la disputa entre ambos países. El debate causado por las posturas de ambas naciones involucró a políticos, académicos y medios de comunicación.
Periódicamente se intentaron una serie de negociaciones para la resolución de la disputa, incluyendo la cumbre de la OTAN de 2008 en Bucarest. Sin embargo, estos propósitos de resolver la contienda fracasaron, bloqueando el ingreso de Macedonia a la OTAN debido al veto de Grecia.
Durante un ciclo de negociaciones entre las partes enfrentadas, el 12 de junio de 2018 Grecia y la entonces República de Macedonia certificaron el acuerdo por el cual esta última pasaría a denominarse oficialmente «República de Macedonia del Norte», lo cual se concretaría con la ratificación en los parlamentos de ambos países y la celebración de un referéndum sobre el nombre propuesto en la República de Macedonia del Norte.
Admitido por ambos parlamentos y autorizado por plebiscito, la antigua república yugoslava oficializó su cambio de nombre y el 13 de febrero de 2019 Naciones Unidas anunció que aceptó el acuerdo entre Grecia y Macedonia del Norte sobre el cambio de nombre de este último. Con esto Macedonia del Norte despejó el camino para una futura adhesión a la Unión Europea y a la OTAN. Finalmente, el 27 de marzo de 2020 Macedonia del Norte entró en la OTAN.

## Antecedentes históricos
El territorio actual de la República de Macedonia del Norte formó parte de la antigua región otomana de Rumelia, la misma que se correspondía con las antiguas provincias romano-bizantinas de Macedonia y Tracia. El 2 de agosto de 1903, un grupo armado de origen búlgaro conocido como la Organización Interna Revolucionaria de Macedonia (OIRM) dirigió la Revuelta de Ilinden con el propósito de lograr la independencia de Macedonia del Imperio otomano. El fracaso de dicha revuelta dio lugar a dos posturas dentro de la OIRM: la primera apoyaba la posibilidad de lograr la independencia de Macedonia o bien una posible unificación de una federación balcánica liderada por el revolucionario independentista Yane Sandanski, mientras que la segunda postura respaldaba la inclusión del territorio macedonio en Bulgaria.

Mapa de las provincias del Reino de Yugoslavia entre 1929 y 1941. Véase la provincia de Vardar (Vardar Banovina) al sur.

Después de la infructuosa revuelta de Ilinden, los movimientos revolucionarios cesaron pero otorgaron apoyo a las milicias griegas, serbias y búlgaras que luchaban en contra del ejército otomano en el territorio macedonio. Estos constantes combates fueron la causa de la Primera Guerra de los Balcanes. Al culminar esta guerra en mayo de 1913, los territorios macedonios fueron ocupados por Bulgaria según lo acordado en el Tratado de Londres de 1913; pero al poco tiempo comenzó la segunda guerra de los Balcanes, que finalizó con la derrota de Bulgaria. Como resultado de este conflicto armado, los territorios macedonios pasaron a formar parte de Serbia, Grecia y Albania según lo establecido en el Tratado de Bucarest.
En 1914 se inició la Primera Guerra Mundial y Bulgaria se alineó con las Potencias Centrales. En el transcurso del conflicto, Bulgaria invadió y derrotó a Serbia en Salónica conquistando de nuevo los territorios macedonios hasta 1918, fecha en la cual terminó la guerra. Bulgaria al año siguiente firmó el Tratado de Neuilly-sur-Seine, donde cedió algunos de sus territorios en Macedonia al recién fundado Reino de los Serbios, Croatas y Eslovenos.
El Reino de los Serbios, Croatas y Eslovenos en 1929 cambió su nombre a Reino de Yugoslavia y reformó su división administrativa en banovinas (provincias). Una de ellas fue una provincia llamada Vardar Banovina, que ocupaba los territorios de la actual República de Macedonia, el sur de Serbia y el sureste de Kosovo. El Reino de Yugoslavia dejó de existir el 17 de abril de 1941 en los comienzos de la Segunda Guerra Mundial cuando las tropas alemanas tomaron Belgrado y posteriormente, el territorio de la República de Macedonia fue incluido en las extensiones territoriales de Bulgaria. En 1941, comenzó la Guerra de Liberación de Macedonia con la intención de liberar a Macedonia de la ocupación del Eje. Esta lucha fue librada por partisanos del Ejército Macedonio de Liberación Nacional hasta 1944. El 2 de agosto de 1944, la Asamblea Antifascista para la Liberación Nacional de Macedonia estableció la República Popular de Macedonia como parte de la estructura administrativa de Yugoslavia.
En 1946, el gobierno yugoslavo manifestó su intención de unificar la Macedonia del Pirin (Bulgaria) dentro de la República Popular de Macedonia. El gobierno búlgaro aceptó la propuesta en un principio ya que Yugoslavia y la Unión Soviética prometieron apoyar una reclamación territorial de Bulgaria en las costas del mar Egeo. En 1948, Tito rompió las relaciones diplomáticas con la Unión Soviética, motivo por el cual la Liga de Comunistas de Yugoslavia fue expulsada del Kominform. Este acto causó que la propuesta para la unificación de Macedonia no prosperara debido al distanciamiento de Bulgaria hacia Yugoslavia.
En la década de 1950, una de las principales políticas de Tito estuvo orientada a la consolidación de la identidad de la nación macedonia. Sin embargo, Bulgaria y Grecia refutaron cualquier propuesta referente a la existencia de una nación macedonia separada. Las controversias sobre el nombre del país comenzaron porque Grecia creía que se trataba de una reclamación territorial en las costas de la región griega de Macedonia.
Desde la creación de la República Popular de Macedonia (denominada República Socialista de Macedonia después de 1963), el gobierno local en Skopie promovió una campaña para el reconocimiento internacional de una nación macedonia. Para ello, los historiadores de la zona comenzaron a cuestionar el origen griego de los antiguos macedonios, logrando de esta forma indecisión sobre la presencia cultural griega, serbia y búlgara en Macedonia. Este argumento fue desmentido después de los descubrimientos de las excavaciones en Vergina durante las décadas de 1970 y 1980, que demostraron que los antiguos macedonios hablaban griego.
A partir de la independencia por parte de la República Socialista de Macedonia de Yugoslavia en 1991, comenzaron las disputas de este primero por su reconocimiento internacional según su nombre constitucional.

## Desarrollo de la disputa

### Comienzo de la disputa
Después de la independencia de la República de Macedonia en 1991, se retrasó constantemente su ingreso en la Organización de las Naciones Unidas y en la Comunidad Económica Europea (CEE) por la oposición de Grecia. La CEE durante el Comité de Arbitraje de Badinter declaró que la República de Macedonia satisfacía las condiciones para su reconocimiento internacional, aunque el gobierno griego declaró su inconformidad respecto a esta declaración por sus diferencias con el gobierno macedonio por el nombre del país, su constitución y su bandera debido al uso del símbolo del sol de Vergina o estrella argéada, un símbolo propio de la histórica región griega de Macedonia.
En un intento de invalidar la decisión del reconocimiento internacional de la República de Macedonia, el gobierno griego intentó persuadir de manera infructuosa a la CEE para que aprobara un decreto de reconocimiento pero con la condición de vetarlo, si sostenía «una posición hostil hacia Grecia mediante el uso de propaganda y de una denominación que implique reclamaciones territoriales».
Los más importantes partidos políticos de Grecia acordaron el 13 de abril de 1992 que la palabra «Macedonia» no podría usarse en el nombre del nuevo país. La diáspora griega en Estados Unidos también apoyó la decisión del gobierno griego por medio de anuncios en las ediciones del New York Times entre el 26 de abril y el 10 de mayo de 1992 que exhortaban al presidente George Bush a «no ignorar las inquietudes del pueblo griego reconociendo a la República de Skopie como Macedonia». El Consejo Europeo en 1992 por lo tanto expresó la disposición de «reconocer a la Antigua República Yugoslava de Macedonia y sus fronteras... bajo un nombre que no incluyera el término "Macedonia"».
Las objeciones griegas retrasaron de igual manera el reconocimiento internacional de la República de Macedonia. Este país intentó ingresar a la ONU el 30 de julio de 1992, pero solo unos pocos países como Bulgaria y Turquía habían reconocido su nombre constitucional antes de su admisión a la ONU en 1993. El estallido en la región de la guerra de Bosnia, ocurrida en Bosnia y Herzegovina y Croacia, obligó a la comunidad internacional a acelerar la estabilización de Macedonia. El conflicto motivó el envío de la misión de paz por parte de la Fuerza de Protección de las Naciones Unidas en diciembre de 1992 para monitorizar posibles violaciones de las fronteras por parte de Serbia.

### Negociaciones iniciales
En 1992, el Fondo Monetario Internacional, el Banco Mundial y los participantes de la Conferencia Internacional sobre la Antigua Yugoslavia adoptaron el apelativo de la «Antigua República Yugoslava de Macedonia» para debatir y acordar tratos con ese país. Asimismo, Francia, España y el Reino Unido propusieron el uso de dicha acepción para la autorización de su ingreso a la ONU. El secretario general de las Naciones Unidas comunicó esta propuesta de nombre en enero de 1993, pero fue rechazada de inmediato por el ministro de Relaciones Exteriores de Grecia, Michalis Papakonstantinou, quien argumentó que:

«Antes de garantizar el cumplimiento de los prerrequisitos necesarios y en particular, el desuso de la denominación "República de Macedonia"; este país podría perpetuar e incrementar tensiones que no conducirían a la paz y estabilidad de la región».

El presidente de la República de Macedonia Kiro Gligorov comunicó su desacuerdo en el uso de la denominación propuesta por la ONU al Presidente del Consejo de Seguridad de Naciones Unidas:

«La República de Macedonia no aceptará bajo ninguna circunstancia el uso de "Antigua República Yugoslava de Macedonia" como el nombre del país... y refutaremos que nos asocien con la connotación actual del término "Yugoslavia"».

También han existido pretensiones territoriales por parte de algunos nacionalistas serbios, quienes usan el apelativo «Serbia del Sur» en referencia a la anexión del territorio macedonio en 1913 por Serbia.
El apoyo que recibió Grecia en un principio de sus aliados de la OTAN y la Comunidad Económica Europea disminuyó debido a ciertas tendencias de línea dura presentes en el gobierno griego y por el desconocimiento absoluto de las sanciones impuestas al presidente yugoslavo Slobodan Milošević. Las tensiones dentro de la CEE fueron expuestas por el ministro de relaciones exteriores danés, Uffe Ellemann-Jensen, quien describió la postura de los representantes griegos en el Parlamento Europeo como «ridícula» y expresó que «el Consejo de Seguridad y muchos de los miembros de la Comunidad [la Comunidad Económica Europea] apoyarán el reconocimiento de Macedonia». El primer ministro griego Constantinos Mitsotakis fue mucho más flexible en sus planteamientos que algunos políticos del partido Nueva Democracia.
El 7 de abril de 1993, el Consejo de Seguridad de la ONU admitió finalmente la membresía de la República de Macedonia mediante la Resolución 817. En la Asamblea General de las Naciones Unidas se propuso la siguiente recomendación: 

«El estado cuya solicitud está contenida en el documento S/25147 será admitido como miembro de las Naciones Unidas... Esta nación será referida provisionalmente como "la Antigua República Yugoslava de Macedonia" para cualquier propósito dentro de las Naciones Unidas, en espera del acuerdo de la diferencia surgida respecto al nombre del país».

Finalmente, la solicitud fue aceptada el 8 de abril de 1993 por la Asamblea General por medio de la Resolución 225. Ese día, la República de Macedonia se convirtió en el miembro nº181 ingresado a la ONU.
Esta resolución se redactó de manera cuidadosa en un intento de alcanzar un acuerdo capaz de conciliar las objeciones de ambas posturas en la disputa. La redacción de la resolución se fundamentó en cuatro principios:
- La apelación «Antigua República Yugoslava de Macedonia» es solamente provisional y su uso será descontinuado cuando se resuelva la disputa.[33]
- Dicho término no es un nombre, sino una referencia neutral a Macedonia en la disputa. La ONU aún no ha determinado definitivamente el nombre del país.[33] El presidente del Consejo de Seguridad de la ONU declaró que el nombre «simplemente refleja el hecho histórico de que ese país perteneció a la antigua Yugoslavia».[28]
- El término es utilizado de manera obligatoria por la ONU según la Resolución 817, pero ésta no propone que las demás organizaciones estatales fuera de la ONU lo utilicen.[33]
- El término no implica conexión alguna entre la República de Macedonia y la República Federal de Yugoslavia, país opuesto al histórico sistema socialista de la antigua Yugoslavia.[28]

En cualquier caso, esta convención de títulos ha sido adoptada por otras organizaciones internacionales independientemente de la decisión tomada por la ONU. La comunidad internacional reconoció a la República de Macedonia de manera tardía. El 13 de octubre de 1993, China fue el primer país que reconoció a la República de Macedonia después de la decisión de la ONU. Después, el 16 de diciembre del mismo año, seis países de la CEE (Dinamarca, Alemania, Francia, Italia, los Países Bajos y el Reino Unido) decidieron también aceptar a la República de Macedonia bajo la designación dada por la ONU. El 21 de diciembre de 1993, Rusia aceptó el reconocimiento de Macedonia, mientras que Japón y Estados Unidos lo hicieron el 3 y 9 de febrero del año siguiente, respectivamente. Por su parte, Grecia no adoptó el nombre usado por la ONU, ni ha reconocido a la República de Macedonia desde entonces.

#### Consecuencias de las negociaciones iniciales
Pese al aparente éxito de la Resolución 817 de la ONU, surgieron protestas originadas por sectores nacionalistas en oposición al citado acuerdo en ambos países. En Grecia, surgieron sentimentalismos en contra de la cultura occidental y los Estados Unidos en reacción a las discrepancias de los países de la CEE y de la OTAN con respecto a las opiniones del gobierno griego. El gobierno de Mitsotakis a mediados de 1993 tenía apenas una mayoría de dos escaños en el parlamento y sufría presiones de los partidos nacionalistas. Después de la admisión de Macedonia, el exministro de Relaciones Exteriores Antonis Samaras abandonó el partido Nueva Democracia junto con tres diputados molestos por la política débil del primer ministro con respecto a la «cuestión macedonia». Esta supuesta ausencia de compromiso privó al partido Nueva Democracia de su mayoría parlamentaria y provocó la derrota del gobierno de Mitsotakis en las elecciones parlamentarias de 1993 por parte del partido Movimiento Socialista Panhelénico, cuyo líder Andreas Papandreou introdujo en su gobierno una política más estricta en la disputa con respecto al nombre de Macedonia.

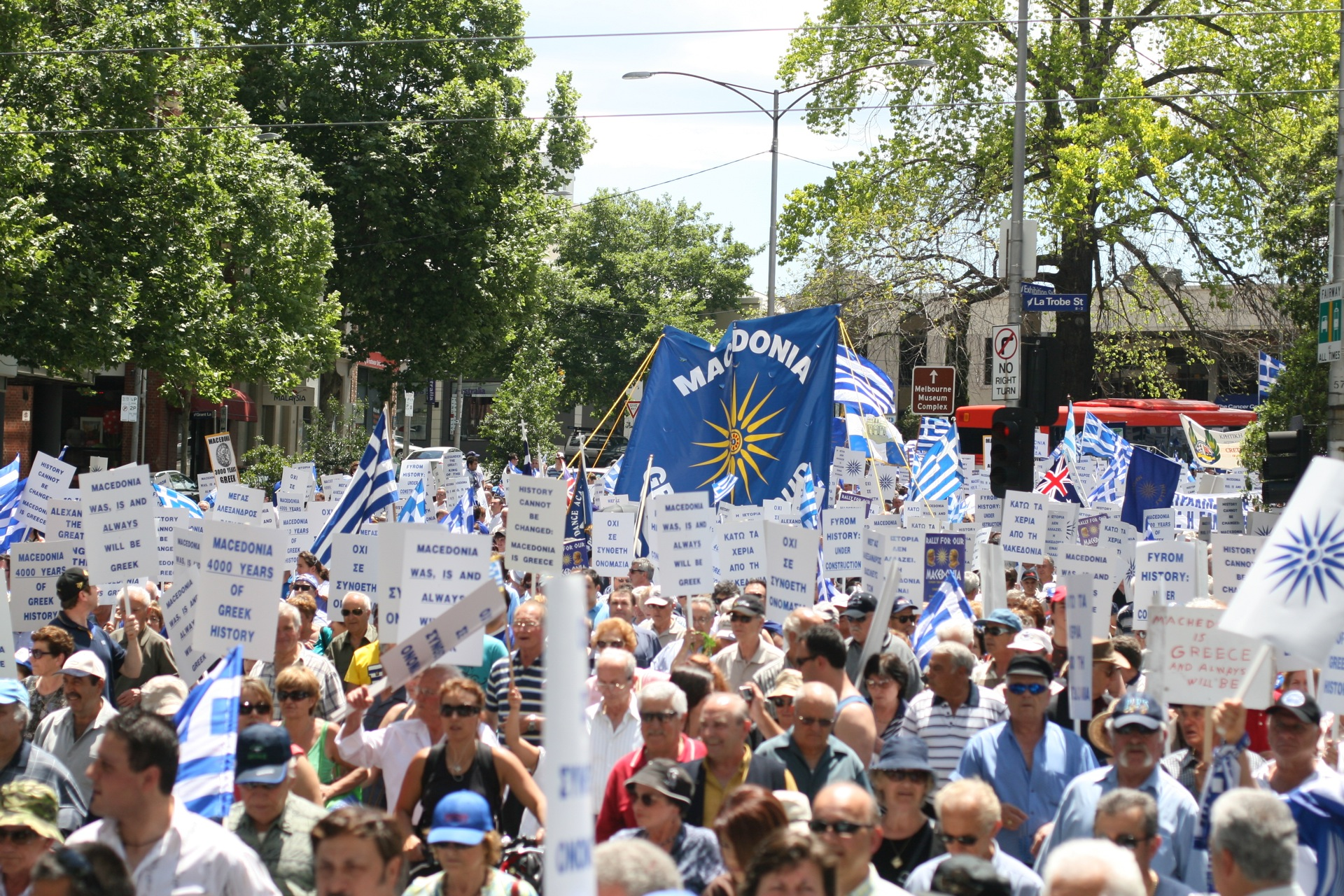
Protesta en Melbourne, Australia, por parte de la diáspora griega.

El gobierno de la República de Macedonia se enfrentó también a algunos grupos opositores, quienes realizaron protestas en las ciudades de Skopie, Kočani y Resen rechazando la aprobación de la Resolución 817 de la ONU. El parlamento macedonio aceptó el acuerdo de la ONU con un estrecho margen; con 30 votos a favor, 28 votos en contra y 13 abstenciones.
El alcance geográfico de la protesta por el nombre de Macedonia no se limitó únicamente a los Balcanes; ya que en varias ciudades europeas, norteamericanas y australianas, varias comunidades de inmigrantes griegos y macedonios defendieron sus posiciones sobre la disputa por medio de manifestaciones. El reconocimiento de la República de Macedonia por Australia en marzo de 1994, motivó un brote de violencia entre las comunidades griegas y macedonias de ese país.
La radicalización de la disputa llevó al gobierno griego a imponer un embargo económico contra la República de Macedonia a principios de 1994 con el propósito de detener las amenazas generadas por las políticas irredentistas del gobierno macedonio. Finalmente, el gobierno griego en 1995 accedió a interrumpir el embargo económico contra la República de Macedonia mediante la firma de un acuerdo que logró el reconocimiento diplomático de la República de Macedonia.

### Acuerdo interino

Bandera de la República de Macedonia entre 1992 y 1995 con el sol de Vergina en el centro.

Bandera actual de la República de Macedonia del Norte.

Grecia y la República de Macedonia establecieron un acuerdo interino firmado en Nueva York el 13 de septiembre de 1995 con mediación de la ONU. Bajo este convenio, la República de Macedonia retiró el símbolo del sol de Vergina de su bandera, así como las cláusulas de su constitución de 1991 que fomentaban el irredentismo. Este compromiso permitió la integración de la República de Macedonia en varios organismos internacionales como el Consejo de Europa, la Organización para la Seguridad y la Cooperación en Europa y Asociación para la Paz. Sin embargo, no hubo un consenso en identificar a cada uno de los países por su nombre, lo que evitó el rechazo de los representantes griegos a usar el término de «Macedonia» para referirse a este país. Esta ley entró en efecto el 15 de octubre de 1995 con el cese del embargo económico griego.

### Propuesta de los dos nombres oficiales
En abril de 2005, Matthew Nimetz, un mediador de la ONU, sugirió el uso de «Republika Makedonija-Skopje» para eventos oficiales. Grecia no aceptó la propuesta, pero la consideró como un comienzo para las negociaciones constructivas. El primer ministro de Macedonia Vlado Bučkovski rechazó de lleno la propuesta y propuso que la Comunidad Internacional usara «República de Macedonia», mientras que Grecia emplearía la denominación de «Antigua República Yugoslava de Macedonia».
Nimetz propuso en octubre del mismo año que la denominación de «Republika Makedonija» fuera usada por aquellos países que reconocieran el nombre constitucional de Macedonia, Grecia aplicaría el apelativo de «Republika Makedonija-Skopje» y las organizaciones e instituciones internacionales emplearían la denominación «Republika Makedonia». Esta segunda propuesta de Nimetz fue rechazada también por Grecia, mientras que Macedonia la calificó como una proposición con una buena base para resolver la disputa.
Todos los partidos políticos en Grecia, con excepción del partido Concentración Popular Ortodoxa apoyan la inclusión del calificativo al nombre de la República de Macedonia y de igual manera éstos rechazan la propuesta de los dos nombres oficiales.

### Intentos de negociaciones para el ingreso de Macedonia en la UE y la OTAN
Las aspiraciones de la República de Macedonia para ingresar a la Unión Europea y a la OTAN con su nombre constitucional han causado enfrentamientos con Grecia. Según el Acuerdo interino de la ONU, Grecia se comprometió a no interferir en el ingreso de la República de Macedonia en las organizaciones internacionales, si ésta lo hacía bajo la apelación provisional de la Resolución 817 de la ONU. La ministra de Relaciones Exteriores de Grecia Dora Bakoyianni recalcó que «el Parlamento Helénico de ninguna manera ratificará el acceso de su país vecino (Macedonia) en la UE y en la OTAN si la disputa aún no ha sido resuelta».
El ex primer ministro de Grecia Kostas Karamanlis ha sostenido el compromiso de Grecia a no ejercer su derecho de veto, aunque afirmó que podría dificultar la membresía de la República de Macedonia en la UE y la OTAN si era aceptada en dichas organizaciones bajo su nombre constitucional.
El 19 de febrero de 2008 en Atenas, se convocó una reunión donde participaron los delegados de los dos países bajo los auspicios del mediador de la ONU, Matthew Nimetz. La conclusión de las negociaciones fue publicada en el diario griego To Vima; y después dicha noticia también circuló en otras agencias de noticias griegas. Este acuerdo estaba basado en ocho puntos y su objetivo principal era el de conseguir una solución conjunta a la disputa para la aplicación de un nombre único para la República de Macedonia a escala internacional. Contenía una lista de cinco nombres oficiales propuestos:
- «República Constitucional de Macedonia».
- «República Democrática de Macedonia».
- «República Independiente de Macedonia».
- «República de Nueva Macedonia».
- «República de Macedonia del Norte».

El 2 de marzo de 2008 en Nueva York, Nimetz anunció que las propuestas fallaron debido a las diferencias entre los dos países. Por lo tanto, no habría ningún progreso para la solución de la disputa hasta que se llegase a un compromiso favorable para ambos. Después de las advertencias del ex primer ministro Karamanlis de vetar a la República de Macedonia, los medios de comunicación griegos dieron por hecho el rechazo de ésta en la cumbre de Ministros de Asuntos Exteriores de la OTAN celebrada en Bruselas el 6 de marzo de 2008. En una encuesta realizada en Grecia, el 84% de los encuestados apoyaron la postura de vetar el ingreso de la República de Macedonia en la OTAN hasta que se resolviera la disputa.
Como fue anticipado, el día de la cumbre en Bruselas, Dora Bakoyianni declaró que: 

«...Con respecto a la Antigua República de Macedonia... por desgracia, las políticas y acciones que ellos han aplicado en las relaciones con Grecia son intransigentes y con tintes nacionalistas e irredentistas y están estrechamente relacionadas con la disputa del nombre... dichas acciones no nos permite mantener una postura positiva, como hicimos en cambio en nuestras relaciones con Croacia y Albania... mientras no haya solución, Grecia permanecerá como un obstáculo infranqueable para las ambiciones euroatlánticas de la Antigua República Yugoslava de Macedonia».

Después de la cumbre de Bruselas, la coalición gobernante en la República de Macedonia sufrió una desestabilización por parte del Partido Democrático de los Albaneses que pretendía derrocar al gobierno del primer ministro Nikola Gruevski porque su política estuvo encauzada principalmente hacia las disputas con Grecia y por no cumplir el objetivo de la consolidación de los derechos de la minoría albanesa en Macedonia. Posteriormente los representantes de los cuatro partidos políticos más importantes de la República de Macedonia decidieron respaldar al gobierno de Nikola Gruevski hasta la Cumbre de la OTAN en Bucarest el 4 de abril de 2008.
Después de la advertencia del gobierno griego de vetar a la República de Macedonia, la prensa en Skopie reportó el incremento de la intervención estadounidense en la disputa por medio de la embajadora de Estados Unidos en la OTAN, Victoria Nuland. El diario Dnevnik informó por medio de fuentes diplomáticas que esta intervención tuvo lugar para encontrar la solución al problema antes de la cumbre de la OTAN en abril de 2008 y emprender el ingreso de la República de Macedonia a la organización.
De acuerdo con la prensa de la República de Macedonia, Nimetz limitó la propuesta de los nombres oficiales propuestos inicialmente de cinco a dos con la adición de una tercera alternativa:
- «República del Norte de Macedonia».
- «República de Nueva Macedonia».
- «República de Macedonia-Skopie».

De las tres opciones, los medios de comunicación griegos divulgaron que la única alternativa sensata era la segunda. Esta opción fue la más recomendada en las negociaciones realizadas en Washington por ser la propuesta más neutral en la resolución del problema. Sin embargo, el gobierno macedonio desaprobó rápidamente la propuesta alegando que «ninguna de las alternativas constituyen una solución lógica al problema, dando como resultado el rechazo por parte de cada uno de los dos países a lo largo de los últimos quince años».
El expresidente de la República de Macedonia, Branko Crvenkovski antes de la cumbre de Bucarest declaró lo siguiente: 

«Si durante las discusiones actuales alcanzamos un compromiso racional donde la postura griega defienda su identidad étnica, pero permitiéndonos el recibimiento de una invitación a la OTAN y eliminando los obstáculos para acceder a la UE, apoyaré entonces dicha acción... Algunos me acusan de que mi postura para las negociaciones en la disputa se están debilitando, imputación que no acepto porque no estamos en el principio, sino más bien en la fase final de las negociaciones.»

El diario To Vima anunció que el 21 de marzo de 2008 se realizó en Nueva York una propuesta para la adición del apelativo «Nueva Macedonia» o su respectiva traducción en macedonio; Нова Македонија (Nova Makedonija); dicha propuesta fue considerada como la más cercana para lograr el acuerdo entre Grecia y la República de Macedonia.
Cuatro días después en la misma ciudad se organizó otra reunión bajo los auspicios del mediador Matthew Nimetz. La agencia de noticias del canal de televisión macedonio A1 anunció la propuesta de Nimetz:
- El nombre constitucional de la República de Macedonia estará escrito en alfabeto cirílico (Република Македонија) y será de uso interno por parte del gobierno macedonio.
- «República de Macedonia (Skopie)» será usado para relaciones internacionales.
- Para relaciones bilaterales, será sugerido el uso de la denominación «República de Macedonia (Skopie)», pero eso no implicará cambios en su nombre constitucional.
- Los términos «Macedonia» y «macedonio» serán usados sin restricción alguna por ambos países.

La ministra de Relaciones Exteriores de Grecia Dora Bakoyianni declaró ante la prensa que la propuesta aún no satisfacía las exigencias griegas, mientras que su homólogo macedonio Antonio Milošoski dijo que estaba de acuerdo con las propuestas de Nimetz y que cualquier solución razonable que no afectase a la identidad de los macedonios étnicos podría ser estudiada. Sin embargo, Milošoski también afirmó que las discusiones entre ambos países serían suspendidas si Grecia vetaba el ingreso de Macedonia a la OTAN. El parlamento macedonio también secundó la propuesta de Nimetz y confirmó su disposición a cambiar el nombre de la República de Macedonia con la mayor brevedad posible.

### Cumbre de la OTAN

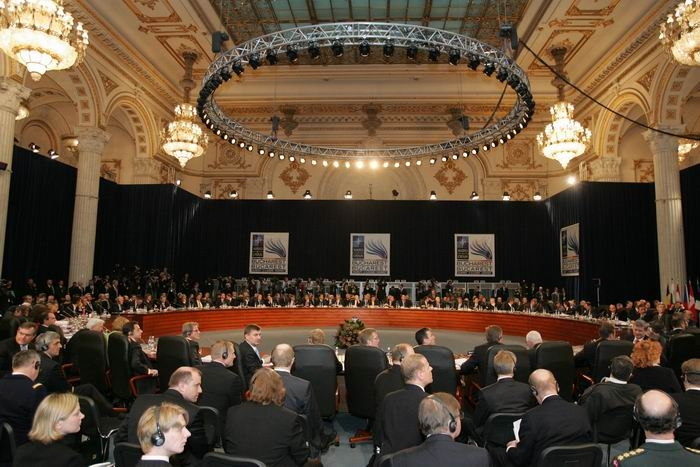
Cumbre de la OTAN en Bucarest.

El 3 de abril de 2008 en la cumbre de Bucarest, Grecia presentó argumentos para rechazar la invitación de la República de Macedonia a la OTAN. El secretario general de esta organización, Jaap de Hoop Scheffer anunció a los representantes de cada país presentes en la cumbre un acuerdo mutuo para la resolución de la disputa, el cual incluyó las siguientes especificaciones:
- La razón para el rechazo a la invitación fue por la incapacidad de encontrar una solución a la disputa.
- El gobierno de Skopie puede iniciar nuevas negociaciones para solucionar la disputa del nombre si es bajo los auspicios de las Naciones Unidas.
- Dichas negociaciones deberían comenzar lo más pronto posible.
- Las negociaciones deberán concluir también lo más pronto posible, aunque no se establezca un límite de tiempo.

A principios de abril de 2008, los representantes griegos se indignaron ante la existencia de varios mapas difundidos por grupos nacionalistas macedonios. Estos consistían en un mapa de la República de Macedonia con su capital en Skopie incluyendo los territorios del norte de Grecia y a Salónica como su segunda ciudad más grande. La controversia comenzó cuando el primer ministro macedonio Nikola Gruevski fue fotografiado dos semanas antes de la cumbre de la OTAN visitando un monumento en honor al revolucionario Gotse Delchev, en el que habían colgado un mapa de la «Gran Macedonia».
Asimismo, en Skopie fue exhibido un cartel publicitario mostrando la bandera griega con una esvástica antes de la cumbre de Bucarest, así como caricaturas del primer ministro griego Karamanlis vestido con un uniforme de las SS. Dichas actitudes dieron lugar a varias protestas diplomáticas y a amenazas de condenas internacionales por parte del gobierno griego, aunque el gobierno macedonio se desvinculó de los sucesos ocurridos.
Como consecuencia del veto al ingreso de la República de Macedonia a la OTAN, en noviembre de 2008 ésta acusó a Grecia ante la Corte Internacional de Justicia por violar el Acuerdo Interino de la ONU firmado en 1995 entre ambos países. En respuesta, el gobierno griego declaró que el gobierno macedonio no estaba interesado en una solución. El representante checo de la OTAN Štefan Füle reafirmó la postura griega alegando que fue un consenso para rechazar la invitación de la OTAN a la República de Macedonia y que no existió un veto por parte de Grecia.

### Propuestas posteriores a la cumbre de la OTAN
De acuerdo con los medios de comunicación de Grecia y Macedonia, los principales puntos de una propuesta posterior a la cumbre de Bucarest realizada el 8 de octubre de 2008 por Matthew Nimetz eran los siguientes:

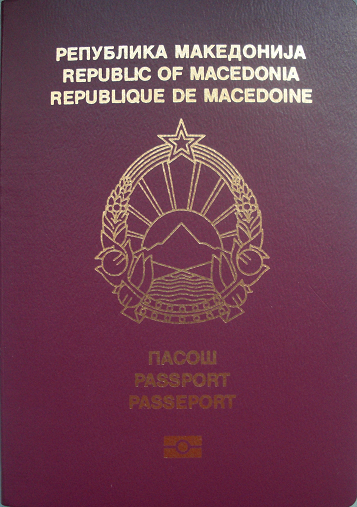
Pasaporte macedonio.

- El nombre «República de Macedonia» escrito en macedonio será oficial solo para este país.
- El nombre del país para eventos oficiales será «República de Macedonia del Norte» (en macedonio: Република Северна Македонија).
- El Consejo de Seguridad de la ONU sugerirá el uso de «República de Macedonia del Norte» en las relaciones bilaterales con terceros países.
- El apelativo «Antigua República Yugoslava de Macedonia» no será el nombre oficial del país.
- Los términos Macedonia y macedonio serán utilizados por ambos países, pero sin establecer derechos sobre estos.

- Los pasaportes de la República de Macedonia incluirán el nombre oficial del país en macedonio, inglés y francés.
- Grecia deberá apoyar la integración de su país vecino en la UE y la OTAN.

- Ambos países no mantendrán ningún tipo de reclamación territorial hacia su país vecino.

El gabinete del expresidente de la República de Macedonia Branko Crvenkovski anunció que exigía cambios serios en la nueva propuesta porque ésta conlleva una serie de cambios que podrían no ser adecuados para la resolución de la disputa. El diario griego Kathimeriní informó que varios diplomáticos griegos habían recibido bien la propuesta. La ministra de Relaciones Exteriores de Grecia Dora Bakoyianni no emitió objeciones sobre las propuestas.
El 14 de abril de 2009, el embajador griego en Estados Unidos, Alexandros Mallias, declaró durante una conferencia del Center for Strategic and International Studies (Centro para los Estudios Estratégicos Internacionales) que la propuesta de Matthew Nimetz de llamar a la República de Macedonia como «República de Macedonia del Norte» era una buena alternativa para resolver la disputa. Con esta declaración, fue la primera vez que un representante griego aceptó la inclusión del término «Macedonia» en el nombre de la República de Macedonia.

### Falta de consenso
La disputa sobre el nombre de Macedonia no ha sido resuelta todavía, más bien ha llegado a un estancamiento. Durante la disputa, varios nombres han sido sugeridos para sustituir el nombre constitucional de Macedonia como «Nova Makedonija» (Nueva Macedonia), «Macedonia Superior» y «Macedonia Eslava». Sin embargo, ninguno de estos apelativos ha sido aceptado por el gobierno griego por hacer referencia al término «Macedonia». Grecia en cambio, formuló el uso de las denominaciones «República de Vardar» y «República de Skopie», pero el gobierno y los partidos políticos de oposición en Macedonia rebatieron de inmediato cualquier solución que conllevara la eliminación del citado término. Posteriormente a estos debates, Grecia ha moderado su posición y decidió la aceptación del término Macedonia, pero con la incorporación de un calificativo que distinga a la República de Macedonia con la región de Macedonia como «Macedonia-Skopie».
En septiembre de 2007, 118 países (un 61% de los miembros de la ONU) habían reconocido a la República de Macedonia según su nombre constitucional. Por otra parte, los intentos de este país de persuadir a las organizaciones internacionales en el desuso de la referencia provisional dictada en la Resolución 817 de la ONU han fracasado. En 2008, la Asamblea Parlamentaria del Consejo de Europa rechazó la proposición del gobierno macedonio de abandonar el uso de la denominación «Antigua República Yugoslava de Macedonia» en los documentos oficiales del Consejo de Europa.
Aunque los gobiernos de Grecia y la República de Macedonia aún discuten sobre la denominación de este último, en la práctica existen relaciones económicas y cooperación mutua entre ambos países. De hecho, para la República de Macedonia, Grecia es uno de sus socios económicos más importantes.
Buena parte de la población autóctona de Grecia rechaza el uso de «Macedonia» para describir a la República de Macedonia. En cambio, se refieren a ese país con las siglas «ΠΓΔΜ» (Πρώην Γιουγκοσλαβική Δημοκρατία της Μακεδονίας), que significa lo mismo que Antigua República Yugoslava de Macedonia o con el nombre de su principal ciudad, Skopie y a sus habitantes como «Σκοπιανοί» (en español: habitantes de Skopie). Este nombre metonímico no es usado por las personas que habitan en Grecia sin origen étnico griego, ni por los habitantes de la República de Macedonia. A veces, en los documentos oficiales griegos se usa el término «eslavomacedonio» para referirse a los habitantes de la República de Macedonia.
La referencia provisional de la ONU es usada en aquellas relaciones internacionales en las que hay presencia de países que no reconocen el nombre constitucional de Macedonia. En marzo de 2008, el embajador ruso en Grecia, Andrei Vdovin declaró que Rusia apoyaría cualquier solución proveniente de las mediaciones de la ONU. Éste añadió que otros países parecen tener un problema en hacerlo.

#### Intentos por utilizar el nombre de «Norte de Macedonia o Macedonia del Norte»
El 5 de abril de 2010, el gobierno griego aceptó la denominación «República del Norte de Macedonia», una de las propuestas de Nimetz, como una solución viable a la disputa. Sin embargo, el primer ministro Nikola Gruevski declaró su rechazo a esta proposición.
El 12 de junio de 2018, se anunció que los gobiernos de ambas naciones acordaron el nombre «República de Macedonia del Norte» como nueva propuesta, la cual debe ser refrendada por los Parlamentos de ambos países y por un referéndum por parte de la Antigua República Yugoslava de Macedonia. Sin embargo, desde el lado macedonio el propio presidente Gjorge Ivanov se negó a tachar el inicio del proceso de cambio de la constitución, a pesar de la insistencia de Zoran Zaev (primer ministro) y Nikola Dimitrov (ministro de asuntos exteriores); en el lado griego la situación fue similar, la oposición liderada por Kyriakos Mitsotakis pidió a su presidente Prokopis Pavlópulos que interceda contra el cambio de nombre y también comunicó sobre presentar una posible moción de censura contra el primer ministro Alexis Tsipras, gestor del intento de cambio de nombre. El 13 de enero de 2019, el ministro de Defensa Panos Kammenos y su partido Griegos Independientes abandonaron la coalición gobernante de Grecia debido al acuerdo alcanzado, dejando a Tsipras sin una mayoría viable en el parlamento. En consecuencia, Tsipras convocó una moción de confianza en el parlamento. Dicha moción acabó siendo superada con una ajustada mayoría.

## Postura griega
El nombre constitucional de la «República de Macedonia» ha sido considerado como ofensivo por la población griega, en especial para los habitantes de la región griega de Macedonia. El Gobierno griego utiliza el término «eslavomacedonio» para describir tanto a los macedonios étnicos como al idioma hablado por estos, mientras que las principales organizaciones internacionales han preferido usar la referencia provisional de la ONU.
Según el Ministerio de Relaciones Exteriores de Grecia, la explicación de la postura griega durante la disputa es la siguiente:

«La elección del nombre "Macedonia" por parte de la ARYM plantea inmediatamente la usurpación de la herencia cultural de un país vecino, por lo tanto el uso de este nombre constituye un motivo para reclamar los derechos sobre toda la región de Macedonia. Si los  eslavomacedonios simplemente se hicieran llamar macedonios crearía una confusión semiológica entre los macedonios griegos, violando así los derechos humanos y su propia autodeterminación. El uso de Macedonia por parte de la ARYM crea problemas en el ámbito comercial y se convierte también en una excusa para distorsionar la realidad y fomentar actividades irredentistas que violan explícitamente la cláusula de mantener unas buenas relaciones bilaterales entre ambas naciones».

### Motivos históricos

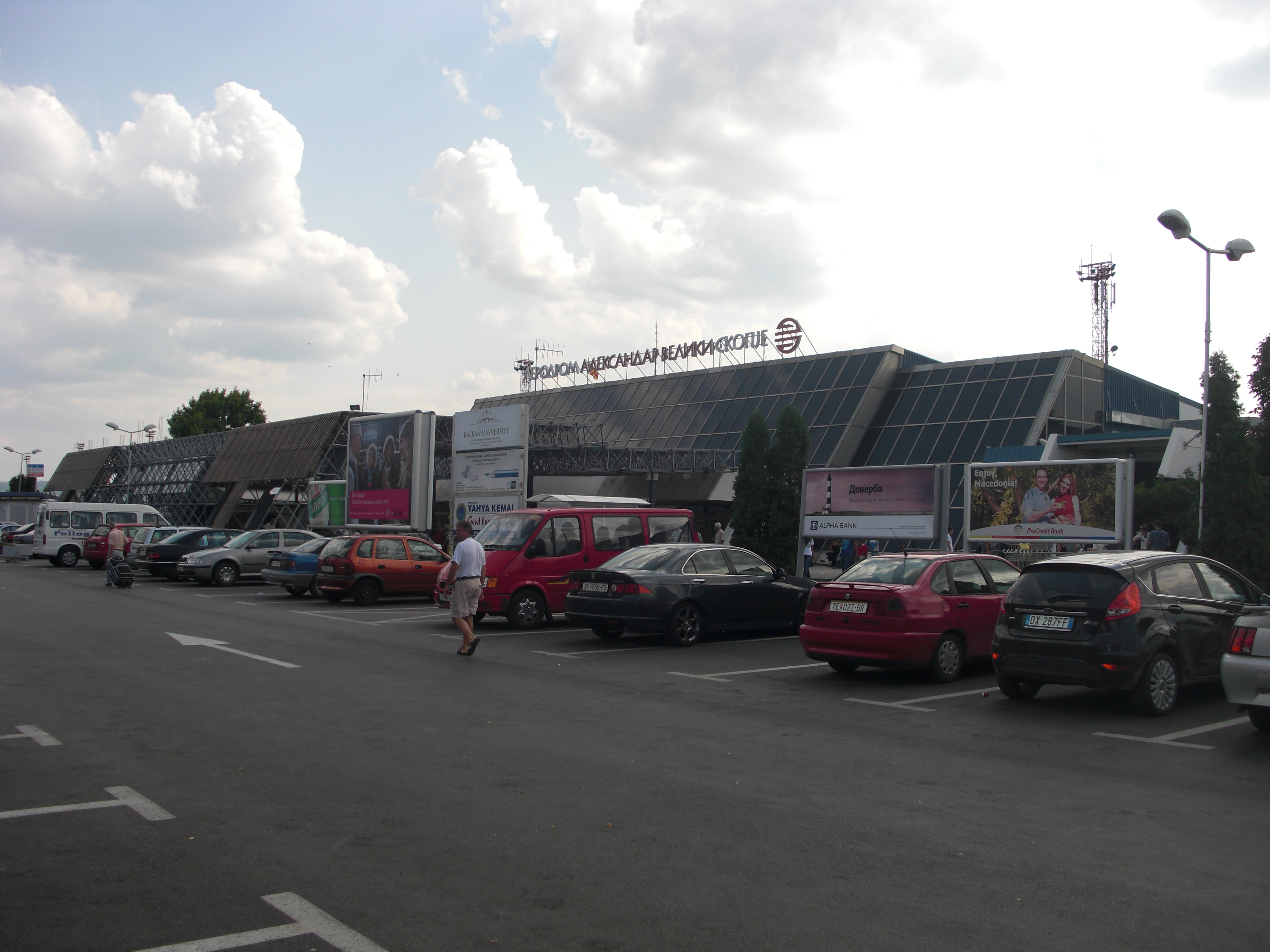
Aeropuerto de Skopie en junio de 2008. Nótese el nombre del aeropuerto como «Александар Велики» (Alejandro Magno).

El Gobierno griego ha afirmado constantemente que la utilización del nombre «Macedonia» debería limitarse a los ciudadanos griegos, ya que no guarda relación alguna con los pueblos eslavos porque dicho nombre se encuentra asociado históricamente con el Reino de Macedonia y los antiguos macedonios. En la República de Macedonia ya se han realizado intentos de vincular a la historia nacional con el antiguo Reino de Macedonia realizando acciones que afectan a símbolos de la cultura griega como la permisión del uso público del sol de Vergina en la bandera de Macedonia o el cambio de nombre del Aeropuerto de Skopie a Aeropuerto Alejandro Magno. En especial esta última acción ha provocado muchas críticas por parte del Gobierno griego.
Algunos historiadores griegos de tendencia nacionalista han enfatizado que la creación tardía de la nación macedonia fue llevada a cabo por Tito en 1944. Este año fue considerado como la fecha de la fundación de un estado macedonio, descontando la existencia de los antecedentes ocurridos a finales de siglo XIX y principios de siglo XX.

### Disputas territoriales

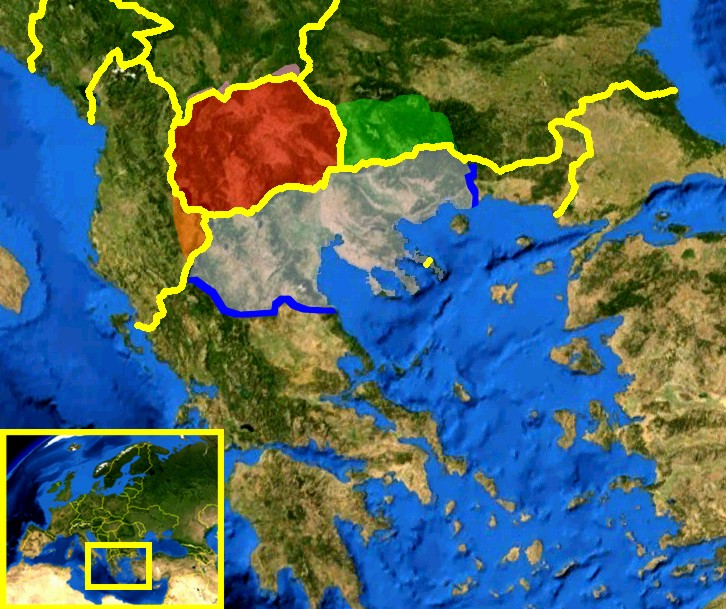
Subregiones de la región de Macedonia:
Macedonia griega o Macedonia del Egeo
República de Macedonia
Macedonia del Pirin (Bulgaria)
Mala Prespa y Golo Bardo (Albania)
Gora y Prohor Pčinjski (Serbia)

Al finalizar la Segunda Guerra Mundial, la provincia de Vardar fue restablecida como la República Socialista de Macedonia, que fue una república constituyente de la antigua Yugoslavia. Sin embargo, tras la fundación de la República de Macedonia, Yugoslavia reivindicó reclamaciones territoriales a la Macedonia griega y a la región de Pirin (actualmente en la provincia búlgara de Blagoevgrad) pendientes desde 1944. Dichas proclamas de la identidad macedonia y las reclamaciones territoriales causaron antagonismos de Bulgaria y Grecia hacia Yugoslavia. El gobierno estadounidense intervino en esta contienda por medio de su secretario de Estado, Edward Stettinius, quien dijo que las actitudes del Gobierno yugoslavo con respecto a la creación de una nación macedonia era «una posible tapadera para ejercer posturas agresivas hacia Grecia».
Estas reclamaciones territoriales se convirtieron en un asunto prioritario del Gobierno griego desde 1957 cuando las ambiciones del Gobierno yugoslavo insinuaban la creación de una República de Macedonia independiente con capital en la ciudad griega de Salónica.
Varios analistas y políticos griegos se han preocupado por el desentendimiento que han mostrado los observadores internacionales sobre el tema de las disputas territoriales y por la tendencia de confundir esta disputa asociándola con desacuerdos relacionados con hechos históricos y símbolos nacionales.
La disputa se ha intensificado desde que los macedonios nacionalistas apoyaron la propuesta de creación de una «Macedonia unida» y la reivindicación de la «Macedonia del Egeo» (Grecia), la «Macedonia del Pirin», la región de «Mala Prespa y Golo Brdo» y la región de «Gora y Prohor Pčinjski».
Otro asunto que mantiene las hostilidades por parte del gobierno griego es la difusión de libros escolares y publicaciones oficiales que muestran a la República de Macedonia como una parte de un país ocupado por otras naciones.

### Denuncias de violaciones a la autodeterminación
De acuerdo con los representantes de la postura griega, los macedonios griegos sienten que su derecho a la autodeterminación ha sido violado por los habitantes de la República de Macedonia.
El fuerte sentimiento regional de los macedonios griegos fue enfatizado una vez por el primer ministro de Grecia, Kostas Karamanlis, que en enero de 2007 durante una reunión del Consejo de Europa en Estrasburgo declaró:

Είμαι Μακεδών όπως και 2,5 εκατομμύρια Έλληνες.
Traducción: Soy un macedonio, así como 2,5 millones de griegos también lo son.

Desde la perspectiva de los nacionalistas griegos, el uso del término macedonio por los eslavos de Skopie constituye por sí mismo un delito y un acto de plagio contra el pueblo griego. Estos nacionalistas han considerado que el uso equívoco del término macedonio es un robo y una falsificación de una terminología de la cultura griega.

### Confusión semiológica
La actual región de Macedonia es un amplio territorio en la península de los Balcanes que atraviesa varios países, entre ellos Grecia, Bulgaria, la República de Macedonia y el este de Albania. Los límites fronterizos de la región aunque son bastante imprecisos, son considerados aceptables por un buen número de geógrafos.
Existen varios grupos étnicos llamados "macedonios" en esta región en los países ya citados. En la misma República de Macedonia habita una cantidad significativa de albaneses étnicos (25,2 % de la población) que por el motivo de vivir en Macedonia son considerados como ciudadanos legales del país.
El Gobierno griego ha alegado que parte de la explicación de su postura se debe a una confusión, es decir, que el término macedonio puede ser complicado de desambiguar sin el uso de un adjetivo que lo determine con mayor precisión.

## Postura macedonia
Para el Gobierno de la República de Macedonia, la preservación de su nombre constitucional para su uso a nivel nacional e internacional es un asunto prioritario.
El gobierno macedonio ha argüido constantemente sobre el uso del término Macedonia. El argumento central sobre el uso de dicho término se fundamenta en el hecho de que la República de Macedonia es el único país ubicado íntegramente en la región de nombre homónimo, por lo cual está justificado su uso. También el gobierno ha garantizado que no existen reclamaciones territoriales sobre la región griega de Macedonia.

### Motivos históricos
Desde una perspectiva histórica, algunos nacionalistas de la República de Macedonia arguyen que los actuales habitantes de este país descienden del linaje de los antiguos macedonios y Alejandro Magno; sin embargo dicho argumento no ha tenido mucha validez. La posición oficial del Gobierno macedonio alega que el origen del actual grupo étnico macedonio tuvo su origen en el mestizaje de una antigua civilización macedonia con las tribus eslavas que invadieron el sur de los Balcanes en el siglo IX.
El expresidente macedonio Kiro Gligorov en 1992 reafirmó la firmeza de la posición de su gobierno con la siguiente declaración:

«Somos macedonios, pero eslavomacedonios. Eso es lo que somos. No tenemos conexión con Alejandro Magno y su Macedonia. Los antiguos macedonios ya no existen, desaparecieron de la historia ya hace mucho. Nuestros ancestros llegaron en los siglos V y VI d. C.».

Sin embargo, las tribus eslavas que habitaron Macedonia por más de un milenio no tuvieron una distinción como un grupo étnico específico de origen eslavo sino hasta el siglo XIX. Otros argumentos han propuesto que los macedonios fueron denominados de esta manera debido a que habitaron el territorio de Macedonia aproximadamente desde el siglo VII.

### Autodeterminación del sentimiento nacional macedonio
Macedonia ha asegurado que su posición en la disputa se debe a su compromiso de afirmar su reconocimiento internacional como un pueblo único con una identidad, cultura e historia propias. Los macedonios al hacer valer su «especificidad étnica», han insistido en que no son serbios, yugoslavos, búlgaros ni griegos y rechazan el uso de gentilicios compuestos como «macedonio griego» o «eslavomacedonio», ya que éstos inducen a divisiones y rencillas.
De acuerdo con la postura macedonia, las minorías macedonias que habitan en Grecia o en Bulgaria y los inmigrantes macedonios pertenecientes a la diáspora macedonia se identifican también con su propia nacionalidad macedonia. En particular, quienes se encuentran en la diáspora además de afirmar su nacionalidad macedonia, la conservan buscando preservar su idioma, su cultura y su religión en el extranjero.
El Gobierno macedonio también ha acusado a Grecia de violar el derecho de autodeterminación a los ciudadanos de la República de Macedonia. El ministro de Relaciones Exteriores, Antonio Milošoski, declaró en enero de 2009 que el objetivo de la disputa sobre el nombre de Macedonia es el de debilitar la identidad nacional en la República de Macedonia. Poco después, en febrero del mismo año, Milošoski acusó directamente al Gobierno griego de atentar contra el derecho a la autodeterminación.

## Disputa sobre el nombre del idioma macedonio
Adicionalmente a las disputas sobre la existencia de una nación macedonia, también se ha debatido la existencia de un idioma macedonio. Los lingüistas búlgaros y griegos han insistido que el idioma macedonio no es más que un dialecto derivado del búlgaro debido a su afinidad lingüística, su surgimiento tardío como un idioma independiente y la motivación política que existió tras su promoción a mediados del siglo XX. Sin embargo, pese a las similitudes existentes entre el idioma macedonio y los demás idiomas eslavos meridionales se ha argumentado que el idioma macedonio es diferente a los demás idiomas eslavos. Los lingüistas macedonios enfatizan que aunque el idioma macedonio fue normalizado y reconocido en 1944, este idioma macedonio históricamente tiene su origen en el antiguo eslavo eclesiástico desarrollado por los santos Cirilo y Metodio en el siglo IX.
El nombre del idioma macedonio (en macedonio: македонски јазик, transliterado: makedonski jazik) es usado y reconocido por los ciudadanos macedonios y por la Constitución de la República de Macedonia en su artículo 7.
Por los motivos históricos de la disputa de Macedonia con Grecia, se han usado diferentes nombres para referirse al idioma macedonio. Una denominación usada para diferenciar al moderno idioma macedonio del idioma que hablaban los antiguos macedonios es eslavomacedonio (en griego: Σλαβομακεδονική). En países de habla inglesa se aplica para el mismo propósito el exónimo Makedonski.

## Reconocimiento del nombre «República de Macedonia»
Pese a que unos 160 países mantienen relaciones bilaterales con el Gobierno de la República de Macedonia desde 1992, algunos reconocen o desconocen su nombre constitucional o todavía no han tomado una postura en el asunto.

### Lista de países que utilizaban «República de Macedonia»
| - Albania - Argelia - Andorra - Argentina - Arabia Saudita - Austria - Azerbaiyán - Baréin - Bangladés - Bielorrusia - Birmania - Bosnia y Herzegovina - Brasil - Botsuana - Bulgaria - Burundi - Camboya - Canadá - Chad - Chile - China - Corea del Norte - Costa Rica | - Croacia - Cuba - El Salvador - Emiratos Árabes Unidos - Eslovaquia - Eslovenia - Estados Unidos - Estonia - Filipinas - Guatemala - Guinea - Haití - Honduras - Hungría - India - Indonesia - Irán - Irak - Irlanda - Israel - Jamaica - Kosovo | - Kuwait - Laos - Lituania - Luxemburgo - Malasia - Marruecos - Mauricio - Moldavia - Montenegro - Mozambique - Nepal - Nicaragua - Nigeria - Noruega - Omán - Pakistán - Paraguay - Perú - Polonia - Catar - Reino Unido - República Democrática del Congo | - República Checa - Ruanda - Rumania - Rusia - Serbia - Singapur - Sri Lanka - Sudán - Suecia - Surinam - Suazilandia - Suiza - Tailandia - Tanzania - Tayikistán - Timor Oriental - Turkmenistán - Turquía - Ucrania - Uganda - Uruguay - Vietnam - Yibuti |

### Lista de países que utilizaban «Antigua República Yugoslava de Macedonia»
| - Alemania - Australia - Chipre - Dinamarca - España - Francia | - Grecia - Italia - Letonia - México | - Nueva Zelanda - Países Bajos - Sudáfrica |  |

## Posición de organismos internacionales
A nivel internacional, organismos como la FIFA o la UER, utilizaban la denominación Antigua República Yugoslava de Macedonia (Former Yugoslav Republic of Macedonia o FYROM por sus siglas).

## Resolución griega
El 25 de enero de 2019, el Parlamento de Grecia aprobó por 153-146 el acuerdo de cambio de nombre de la República de Macedonia por el de República de Macedonia del Norte, poniendo fin a una disputa de 27 años sobre el nombre.